# Coxsackie virus B
Coxsackie B là một nhóm sáu type huyết thanh của Coxsackievirus, một enterovirus gây bệnh, mà kích hoạt bệnh từ đau dạ dày nhẹ đến viêm màng ngoài tim hoàn toàn và viêm cơ tim (Coxsackievirus gây ra bệnh cơ tim).
Virus này có khoảng 7.400 cặp base.

## Phân bố địa lý
Các thành viên khác nhau của nhóm Coxsackie B được phát hiện gần như hoàn toàn ở Mỹ, xuất hiện ban đầu ở Connecticut, Ohio, New York, và Kentucky, mặc dù một thành viên thứ sáu của nhóm đã được tìm thấy ở Philippines. Tuy nhiên, tất cả sáu týp huyết thanh có một phân bố toàn cầu và là một nguyên nhân tương đối phổ biến của khó chịu đường tiêu hóa.

## Các triệu chứng
Các triệu chứng của nhiễm virus trong nhóm Coxsackie B bao gồm sốt, nhức đầu, đau họng, đau dạ dày, cũng như ngực, đau cơ. Biểu hiện được biết đến như pleurodynia hoặc bệnh Bornholm trong nhiều lĩnh vực. Người bị đau ngực nên đi khám bác sĩ ngay lập tức, trong một số trường hợp, virus trong quá trình gia đình Coxsackie B đến viêm cơ tim hoặc viêm màng ngoài tim, có thể dẫn đến tổn thương tim vĩnh viễn hoặc tử vong. nhiễm virus Coxsackie B cũng có thể gây viêm màng não vô khuẩn. Là một nhóm, họ là những nguyên nhân phổ biến nhất của bất ngờ đột tử, và có thể chiếm đến 50% các trường hợp như vậy. Thời kỳ ủ bệnh của virus Coxsackie B khoảng 2-6 ngày, và bệnh có thể kéo dài tới hai tuần, nhưng có thể giải quyết một cách nhanh chóng như hai ngày. Nhiễm trùng thường xảy ra giữa tháng Sáu và tháng Mười ở vùng ôn đới Bắc bán cầu.
Nhiễm enterovirus được chẩn đoán chủ yếu qua xét nghiệm huyết thanh học như ELISA và nuôi cấy tế bào